# 葉彌·阿皮西
葉彌·阿皮西（Yémi Apithy，1989年4月5日—）是一名擁有法國和貝南雙重國籍的擊劍運動員，主攻軍刀項目。他曾獲得非洲擊劍錦標賽兩座亞軍。

## 外部連結
- FIE （页面存档备份，存于）